# الفاجوارا
الفوَّارة أو (نقحرة: الفاجوارا) (بالإسبانية: Alfaguara)‏ هي دور نشر أسبانية تابعة لمجموعة بريسا، تنشر الرواية وكتب الشباب والأطفال. تأسست في عام 1964 من قبل الكاتب كاميلو خوسيه سيلا، حيث نشرت بعض أعماله وأعمال العديد من المؤلفين في ذلك الوقت. في 1980، تم شراؤها من قبل دار النشر مجموعة سانتيانا.

## جائزة الفاجوارا
مقال رئيسي: جائزة الفاجوارا
جائزة الفاجوارا هي جائزة ذات صلة بالرواية الإسبانية. وقد نشأت هذه الجائزة في عام 1965 وتم تأسيسها من قبل الكاتب كاميلو خوسيه سيلا. وتقدر هذه الجائزة ب 200000 بيزيتا. في عام 1980 تم شراء الجائزة من قبل مجموعة سانتيانا، وهي مجموعة من دور النشر التي لها وجود قوى في إسبانيا وأمريكا اللاتينية، وبعد خمسة وعشرين عامآ من غياب جائزة الفاجوارا عادت مجددآ في عام 1998 وبلغ قدرها 175000 دولار. يتم توزيع الجائزة على العمل الفائز في نفس الوقت في جميع البلاد مثل إسبانيا، أمريكا اللاتينية، الولايات المتحدة، وهكذا، وإلى جانب جودة الأعمال الفائزة بهذه الجائزة فكانت لها مكانة كبيرة أيضا.

## الانتشار
تتوزع فروع الفاجوارا حاليا في 16 بلدا:
- إسبانيا
- الولايات المتحدة
- بورتوريكو
- المكسيك
- جمهورية الدومينيكان
- كوستاريكا
- كولومبيا
- فنزويلا
- الإكوادور
- بيرو
- البرازيل
- بوليفيا
- باراغواي
- أوروغواي
- تشيلي
- الأرجنتين